# Rodney King
Rodney Glen King  (2. dubna 1965 Sacramento – 17. června 2012 Los Angeles) byl americký stavební dělník, který se stal v roce 1991 obětí policejního násilí, což ho později dovedlo do role spisovatele a aktivisty. King byl dne 3. března 1991 brutálně zbit při zatýkání příslušníky policie města Los Angeles poté, co neuposlechl jejich výzvu k zastavení vozidla, které řídil, a snažil se ujet. Celý incident natočil rezident George Holliday, který nahrávku poskytl místní televizní stanici KTLA. Krátce poté se video rozšířilo do celonárodních médií a také za hranice USA.
Za použití nepřiměřených donucovacích prostředků stanula před soudem čtveřice policistů, které však porota shledala nevinnými. Několik hodin po vynesení rozsudku vypukly nechvalně proslulé nepokoje v Los Angeles 1992. Nepokoje trvaly šest dní, během kterých bylo usmrceno 63 lidí a 2373 zraněno. Zastavil je až příchod národní gardy a armády.
Po zprošťujícím rozsudku státního soudu se případu chopil federální soud, který případ znovu projednal s novým výsledkem. Dva ze čtyř policistů byli v roce 1993 shledáni vinnými a posláni do vězení. Rodney King navíc od města vysoudil odškodné ve výši 3,8 milionu dolarů. Následně se neúspěšně snažil začít podnikat. V roce 2012 byl nalezen mrtvý ve svém bazénu. Pitva v jeho těle odhalila přítomnost alkoholu a drog. Dva měsíce před svou smrtí vydal své memoáry.

## Biografie

### Dětství a mládí
King se narodil v Sacramentu v Kalifornii v roce 1965. Jeho rodiče byli Ronald a Odessa Kingovi; se svými čtyřmi sourozenci následně vyrůstal ve městě Altadena v blízkosti Los Angeles. Tam také navštěvoval střední školu John Muir High School. Kingův otec Ronald, který byl dlouhá léta alkoholik a násilník, zemřel v roce 1984.
V roce 1989 King vyloupil obchod ve městě Monterey Park, korejskému vlastníkovi přitom hrozil železnou tyčí. Z loupeže si odnesl 200 dolarů, ovšem brzy poté byl dopaden policií a odsouzen ke dvěma letům vězení. Propuštěn byl po roce odnětí svobody v prosinci 1990.
Jako teenager se stal otcem dcery, kterou zplodil se svou tehdejší přítelkyní Carmen Simpsonovou. Později se oženil s Danettou Lylesovou, která byla sestřenicí rappera Macka 10, ovšem manželství nakonec skončilo rozvodem. Manželství, ze kterého vzešla jeho druhá dcera, trvalo tři roky mezi lety 1985 a 1988. Následně se v roce 1989 oženil s Crystal Watersovou, se kterou zplodil již svou třetí dceru. Ale i toto manželství skončilo rozvodem, a to v roce 1996.

### Incident s policií z roku 1991
V noci na 3. března 1991 se King projížděl se svými přáteli Bryantem Allenem a Freddiem Helmem v Hyundai Excel po dálnici na severu Los Angeles. V půl jedné ráno je dálniční policisté Tim a Melanie Singerovi začali pronásledovat z důvodu překročení povolené rychlosti. King, který byl v té době v podmínce, řídil pod vlivem alkoholu, jelikož s přáteli předchozího večera pili, a proto odmítl zastavit a naopak začal zrychlovat, což vedlo k dopravní honičce. U přehrady Hansenových v blízkosti San Fernando Valley sjel King z dálnice, kdy honička pokračovala obydlenými čtvrtěmi města, přičemž se rychlost vozidel pohybovala v rozmezí 90 až 130 km/h. V průběhu honičky se přidalo několik dalších policejních vozů a policejní helikoptéra. Po zhruba 13 kilometrech pronásledování se policistům konečně podařilo Kinga zastavit. Prvních pět policistů LAPD, kterých ke Kingovu vozu dorazilo, byli Stacey Koon, Laurence Powell, Timothy Wind, Theodore Briseno a Rolando Solano.
Policie nejdříve přikázala, aby z vozu vystoupili spolujezdci. Ti byli zatčeni a odvedeni do policiejních vozů. Oba vypověděli, že ačkoliv se nebránili zatčení, policisté na ně použili neodůvodněné násilí. King byl v té době stále ve voze. Dle policistů během zatýkání vtipkoval, mával na helikoptéru a neposlouchal povely. King byl dopravní policií vyzván, aby vystoupil z vozu a lehl si na zem, což nakonec udělal. V ten moment policista Stacey Koon oznámil dopravním policistům Singerovým, kteří byli na místě činu, že zatčení přebírá LAPD. Koon následně čtyřem policistům přikázal zatknout Kinga technikou zvanou swarm, během které více policistů zatýká podezřelého najednou holýma rukama, aby bylo zabráněno případným neočekávaným výpadům podezřelého, během kterých by se mohl zmocnit zbraně policisty. King se takovému zatčení bránil, protože je během něho například klekáno několika muži na záda podezřelého. Snažil se proto vstát. Policisté později vypověděli, že se domnívali, že King je pod vlivem Fencyklidinu, a proto tak dlouho odporoval zatčení. Ovšem testy provedené po zatčení nic takového nepotvrdily.
V jistém momentu začal zatýkání nátáčet George Holliday, místní rezident, na svou videokameru. Nahrávka zaznamenala, že policista Koon Kinga dvakrát zasáhl taserem. King se v té době stále snažil vstát. Policista Powell ho poté několikrát praštil obuškem, než ho zastavil policista Briseno. Koon v ten moment také přikázal Powellovi přestat. Nicméně King se mezitím znovu zvedl na kolena, po čemž následovaly nové rány obuškem od policistů Powella a Winda. V ten moment Koon přikázal, aby Powell a Wind Kinga zneškodnili silnými údery. Jelikož se King stále pokoušel vstát, Koon přikázal, aby policisté mířili na kolena, lokty, zápěstí a kotníky. Policisté udeřili obuškem více než padesátkrát, Kinga přitom zcela zasáhlo 33 ran, přičemž do něj policisté ještě šestkrát kopli. Následně ho zatklo celkem osm policistů, kteří znovu použili techniku swarm.
George Holliday, který incident natočil ze svého domu, se v následujících dvou dnech snažil nahrávku předat policii, která o ni ovšem neprojevila zájem. Proto ji následně předal místní televizní stanici KTLA. Než ji odvysílali vystřihli několik úvodních rozostřených vteřin, které Holliday natočil než se mu podařilo kameru zaostřit. Porota později uvedla, že tyto vystřižené vteřiny, které ukazují, že King na začátku neuposlechl výzvu policistů, je přimělo vynést nad policisty osvobozující rozsudek. Z videa se okamžitě stala mediální senzace. Televizní stanice dokonce záběry přehrávaly několikrát za sebou.
King byl po zatčení převezen do nemocnice, kde byl vyšetřen a bylo zjištěno, že má po incidentu několik fraktur lícní kosti, zlomený pravý kotník a řadu pohmožděnin a tržných ran. Sestry z nemocnice později vypověděly, že strážníci, kteří Kinga přivezli, nevybíravě vtipkovali o zraněních, které mu způsobili.

### Soud s policisty
Policisté byli postaveni před soud v Los Angeles County. Byli přitom obviněni z napadení a použití nepřiměřených donucovacích prostředků. Dle oficiálního odůvodnění byl případ kvůli příliš vysokému mediálnímu zájmu přesunut z Los Angeles County do Simi Valley ve Ventura County, které bylo oproti Los Angeles County obýváno převážně bělochy. Kvůli tomu byla porota složena z devíti bělochů, jednoho míšence, jednoho Američana latinskoamerického původu a jednoho Američana asijského původu. Dne 29. dubna 1992 porota shledala tři ze čtyř policistů nevinnými; u čtvrtého se nedokázala shodnout. Před soudem Simi Valley přitom dav, který očekával rozsudek propadl hněvu. Policista Stacey Koon proto musel být například eskortován policisty ke svému vozu. V davu byl také režisér John Singleton, který tehdy na místě médiím sdělil, že to, co právě v soudní síni porotci a soudce provedli, zažehne bombu.

### Nepokoje v Los Angeles 1992
Rozsudek byl poslední kapkou do dlouhodobé frustrace Afroameričanů, kteří upozorňovali na přetrvávající policejní násilí, obtěžování a rasové profilování, což se současně prolínalo s vyšší mírou chudoby mezi Afroameričany a nespokojeností s ekonomikou komunity, která byla narušena například obchodníky z řad korejských Američanů. Několik hodin po rozsudku proto vypukly nepokoje v Los Angeles 1992, které trvaly šest dní. Nespokojení Afroameričané, spolu s řadou latino Američanů, vtrhli do ulic a začali blokovat dopravu, napadat bělochy a následně rabovat a zapalovat obchody. Nepokoje zastavil až příchod národní gardy a armády. Vyústily v 63 smrtí, 2373 zranění, více než 7000 požárů, poškození či zničení 3100 podniků a celkově ve škody ve výši téměř miliardy dolarů. Menší nepokoje se odehrály také v dalších městech USA.
Dne 1. května 1992 vystoupil King v televizi s emotivním prohlášením, ve kterém žádal o zastavení nepokojů.

### Federální vyšetřování
V roce 1993 se původního případu s policisty chopil federální soud. U soudu svědčil také King, který nebyl v původním soudním přelíčení předvolán. Soud vyústil v odsouzení policistů Laurence Powella a Staceyho Koona k 30 měsícům vězení. Zbylí policisté byli zproštěni obvinění.

### Život po incidentu

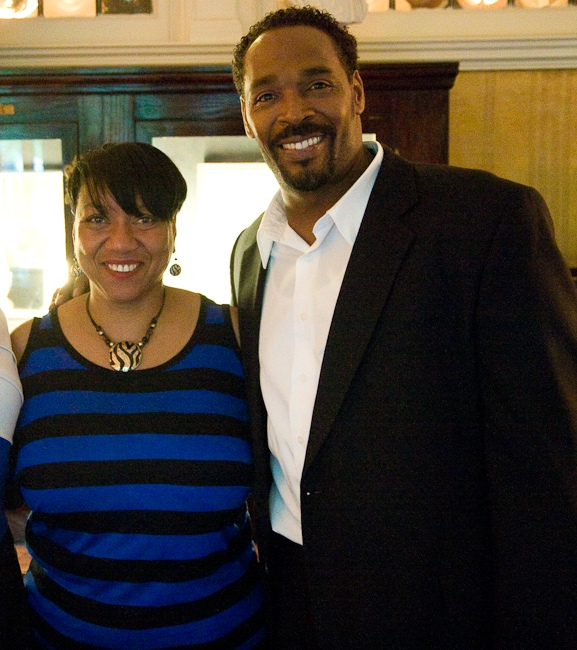
Rodney King s manželkou Cynthií Kelly dva měsíce před svou smrtí (2012).

Po proběhlých soudech nabídl Tom Bradley, tehdejší starosta Los Angeles, Kingovi odškodnění ve výši 200 000 dolarů a bezplatné vzdělání na univerzitě. King to odmítl a zažaloval město, přičemž vysoudil odškodnění ve výši 3,8 milionu dolarů.
King se rozhodl peníze investovat do nahrávací společnosti Straight Alta-Pazz Records, ve které chtěl zaměstnávat pouze menšiny. Ovšem podnik zkrachoval. Po roce 1991 se ještě několikrát dopustil překročení rychlosti a řízení pod vlivem omamných látek. Měl problémy s alkoholem i drogami. V roce 1993 naboural vozidlo bez zranění jiných osob, během řízení byl pod vlivem. Následně mu byla vyměřena podmínka a byl umístěn do protidrogové léčebny. V roce 1995 byl zatčen za to, že autem srazil svou ženu a snažil se ujet, za což byl na 90 dní uvězněn. V roce 2003 byl opět zatčen za řízení pod vlivem alkoholu. Při zatčení vůz naboural a nalomil si pánev. V roce 2007 byl během jízdy na kole zasažen do obličeje a horní části těla broky z brokovnice. Podle Kinga šlo o pokus o loupež kola. Policie zranění popsala, že vypadají jakoby šlo o náboje ze vzduchovky. V roce 2008 se zapsal do protidrogové léčebny pro celebrity, ve které se natáčela reality show Celebrity Rehab with Dr. Drew. Následně vystupoval v několika dílech reality show Sober House, která se věnovala jeho střízlivosti.
V roce 2010 se oženil se Cynthií Kelly, která byla porotkyní v jeho případu o odškodnění nad městem Los Angeles. V roce 2011, na 20. výročí incidentu, byl King zastaven za nebezpečné řízení, přičemž bylo odhaleno, že řídí bez platného řidičského oprávnění.
V dubnu 2012 vydal své memoáry The Riot Within: My Journey from Rebellion to Redemption. Spoluautorem knihy je spisovatel Lawrence J. Spagnola.

### Smrt
Dne 17. června 2012, na Den otců, nalezla Cynthia Kelly Kinga ležet na dně jejich bazénu. V jeho krvi byla nalezena přítomnost alkoholu i jiných drog. King zemřel na den přesně 28 let po smrti svého otce Ronalda, alkoholika, který se v roce 1984 utopil ve vaně.

## V jiných médiích
- V roce 2014 připravil herec a režisér Roger Guenveur Smith hru s názvem Rodney King, kterou produkoval režisér Spike Lee. Ten také pořídil záznam hry, který byl v roce 2017 zveřejněn na Netflixu.
- LA 92 – americký dokumentární film o Kingovi a nepokojích, režie Daniel Lindsay a T. J. Martin, vydáno v roce 2017 na National Geographic Channel